# Албатрос W.IV
Албатрос W.IV је ловац-хидроавион направљен у Немачкој. Авион је први пут полетео 1916. године. 

## Пројектовање и развој
Авион је био изведен из модела Албатрос D.II са новим крилом и репним површинама.
Највећа брзина авиона при хоризонталном лету је износила 161 km/h.
Распон крила авиона је био 9,50 метара, а дужина трупа 8,26 метара. Празан авион је имао масу од 790 килограма. Нормална полетна маса износила је око 1070 килограма. Био је наоружан са једним или два синхронизована митраљеза ЛМГ 08/15 Шпандау (LMG 08/15 Spandau) калибра 7,92 mm.

## Технички опис
Албатрос W.IV је двокрили једноседи ловачки  хидроавион потпуно дрвене конструкције који се производио у Немачкој за време Првог светског рата.
Труп му је елипсастог попречног пресека, полу монокок конструкције. Предњи део, у коме је био смештен мотор је био обложен алуминијумским лимом, на коме су се налазили отвори за излазак топлог ваздуха из моторског простора, а остали део трупа је био облепљен дрвеном лепенком. Труп овог авиона се истицао чистом аеродинамичном линијом. Носач мотора је био од заварених челичних цеви. Пилот је седео у отвореном кокпиту и био је заштићен малим ветробранским стаклом. Прегледност из пилотске кабине није била добра јер су поглед пилоту ометали цилиндри мотора, издувне цеви и цеви система за водено хлађење мотора.
Авион је био опремљен течношћу хлађеним линијским мотором, 1 Mercedes D III снаге 117 kW. Хладњак за воду се налазио са десне стране авиона. На вратилу мотора је била причвршћена двокрака, вучна, дрвена елиса, непроменљивог корака.
Крила су била дрвене конструкције пресвучена импрегнираним платном релативно танког профила. Крилца за управљање авионом су се налазила само на горњим крилима. Крила су између себе била повезана са по једним паром  паралелних упорница. Затезачи су били од клавирске челичне жице. Горње крило је имало облик једнокраког трапеза, док је доње крило такође било трапезастог облика али је било мало уже од горњег. Спојеви предње ивице са бочним ивица крила су полукружно изведени. Доње и горње крило су се поклапала по својим осама. Конструкције репних крила и вертикални стабилизатор као и кормило правца су била направљена од дрвета пресвучена платном.
Стајни орган се састојао од два пловка дрвене конструкције, направљена од вишеслојне водоотпорне лепенке. Пловци су били причвршћени за труп конструкцијом од заварених челичних цеви. 

## Наоружање
| Наоружање авиона: Албатрос     |      |
| Ватрено (стрељачко) наоружање  |      |
| Топ                            |      |
| Митраљез                       |      |
| Број и ознака митраљеза        | 2    |
| Калибар                        | 7,92 |
| Бомбардерско наоружање (бомбе) |      |
| Ракетно наоружање (ракете)     |      |

## Оперативно коришћење
Произведено је 128 примерака између јуна 1916. и децембра 1917. Оперисали су у Северном мору и Балтику, а касније као авиони за обуку.